# Yamaha Energy Induction System
Das Yamaha Energy Induction System (kurz YEIS) ist eine von Yamaha Motor entwickelte Technik, um bei Zweitaktmotoren die Leistungsabgabe zu optimieren.
Es besteht aus einem Kunststoffbehälter, der mit einem Gummischlauch mit dem Ansaugstutzen des Motors verbunden ist. Somit entsteht eine Art Reservoir zwischen Vergaser und Zylinder, in dem Zweitaktgemisch bei geschlossener Schieberstellung (wenig oder kein Gas) zurückgehalten wird, bis der Schieber wieder geöffnet wird. Außerdem funktioniert das System bei bestimmten Drehzahlen als Schwingungsdämpfer für die zwischen Verbrennungsraum und Vergaser hin- und herschwingenden Gase.
Das YEIS bewirkt ein besseres Ansprechverhalten des Motors, mehr Drehmoment im unteren und mittleren Drehzahlbereich und einen um bis zu 10 % geringeren Verbrauch.
YEIS wurde bei folgenden Motorrädern von Yamaha eingesetzt:
- DT 80 LC und DT 80 LC II
- DT 125
- Yamaha TZR 50
- DT 200 R
- RD 80 LC und RD 125 LC
- TDR 125
- TZR 80 und  TZR 125
- RXS
- IT 490 und YZ 490